# Jan Říha (politik)
Jan Říha (18. srpna 1875 Skuteč – 14. února 1962 Litoměřice) byl rakousko-uherský, český a československý státní úředník a politik, za první republiky nestranický ministr železnic.

## Biografie
Vysokoškolské vzdělání právního směru získal v Praze a pracoval pak na ředitelství státních drah v Plzni. Po vzniku Československa nastoupil na ministerstvo železnic, kde zpočátku působil na správním oddělení, od roku 1920 v prezídiu, kde byl náměstkem přednosty. Roku 1921 se zde stal ministerským radou a roku 1922 přednostou. Z titulu této funkce zasedal i v správním sboru Československých státních drah.
Od 18. března do 12. října 1926 zastával post ministra železnic v úřednické druhé vládě Jana Černého.
Jeho dcera Alexandra byla manželkou prozaika a scenáristy Miloše Václava Kratochvíla.